# Shanghai Huochezhan
Shanghai Huochezhan (chiń. 上海火车站站) – stacja metra w Szanghaju, na linii 1, 3 i 4. Zlokalizowana jest pomiędzy stacjami Zhongshan Bei Lu, Baoshan Lu oraz Hanzhong Lu i Zhongtan Lu. Została otwarta 10 kwietnia 1995. Znajduje się w pobliżu stacji Szanghaj.